# Diplosoma gemmifera
Diplosoma gemmifera is een zakpijpensoort uit de familie van de Didemnidae. De wetenschappelijke naam van de soort is voor het eerst geldig gepubliceerd in 1938 door Thiel.